# شاتو فيو (قلعة)
شاتو فيو، المعروفة أيضا باسم القلعة القديمة في بايون، هي قلعة في بلدية بايون، في البرانيس الأطلسية في فرنسا. أعيد بناء القلعة عدة مرات على مر القرون.

## تاريخ

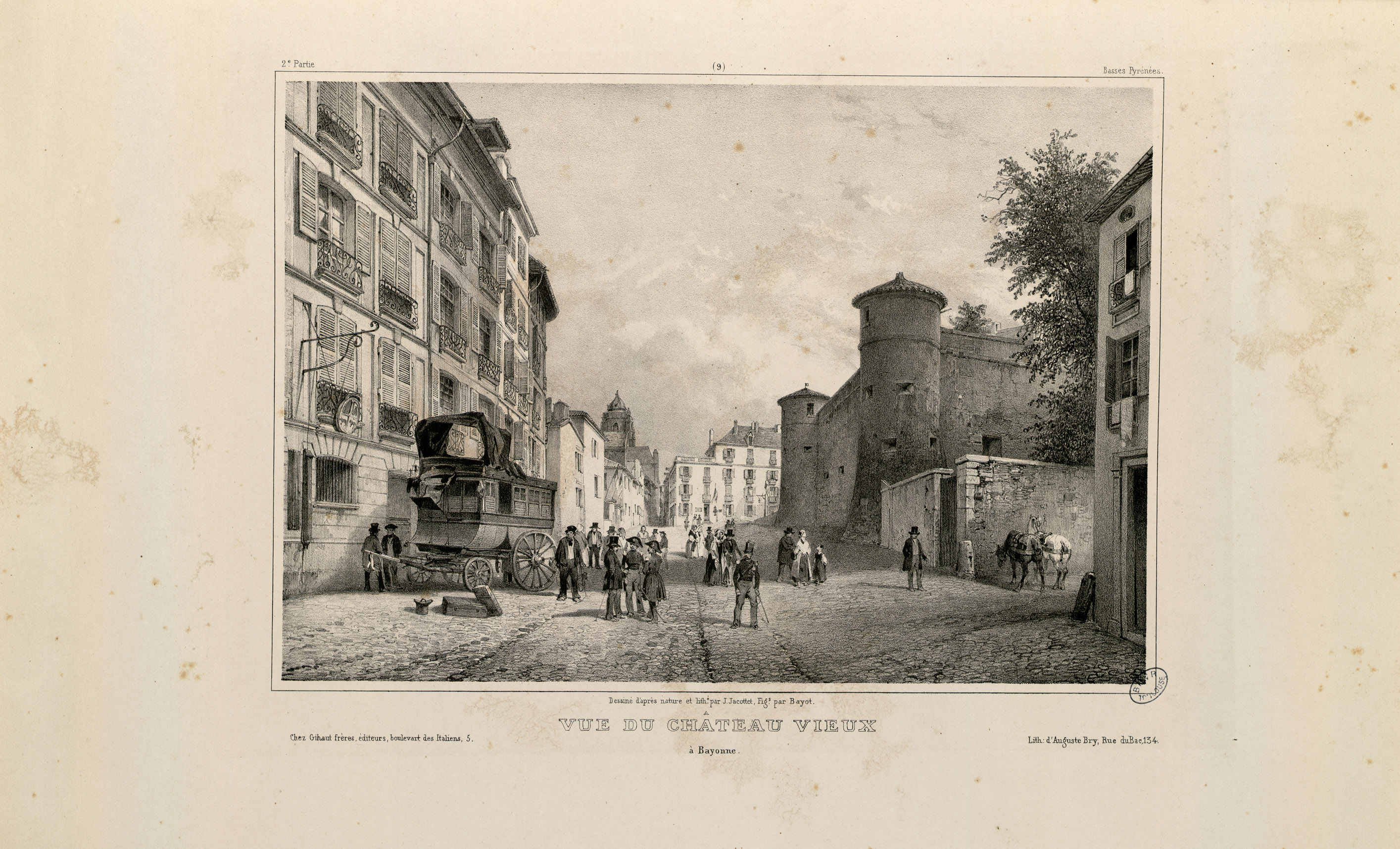
منظر للقلعة حوالي 1841-1842.

تم بناء القلعة في موقع كاستروم روماني يضم الحامية وإدارة المنطقة المسماة «لابوردوم».
منذ نهاية القرن الحادي عشر، بدأ فيكونت لابورد ببناء قلعة حول الأبراج والجدران الرومانية الثلاثة حول المدينة، كمكان إقامتهم. أصبحت القلعة إنجليزية تابعة لدوقية آقطانية، التي ورثها التاج الإنجليزي. بعد احتلال الفرنسيين للقلعة والمدينة عام 1294، فرضت قوة إنجليزية بقيادة جون سانت جون حصارًا على المدينة. في 1 يناير 1295، دفع مواطنو بايون الحامية الفرنسية إلى القلعة وفتحوا أبواب المدينة لسانت جون. استسلمت الحامية الفرنسية للقلعة بعد حصار دام أحد عشر يومًا.
شيد الملك شارل السابع ملك فرنسا قلعة جديدة في بايون خلال القرن الخامس عشر في بيتي بايون، كمكان لمشاهدة المدينة التي استولى عليها للتو من الإنجليز.
في القرن السابع عشر، بناءً على أوامر من فوبان بإجراء تحصينات لحماية بايون، أصبحت القلعة التحصينات الشمالية الغربية للمدينة. تم تدمير البرج المركزي وأضيفت ساحة أمامية محصنة. في عام 1808، وقع نابليون بونابرت مرسوما يأمر بهدم القلعة، والذي لم يتم تنفيذه.
تم تصنيفها كنصب تاريخي في 7 نوفمبر 1931.
القلعة حاليًا هي مقر فوج المظلات البحرية الأول للمشاة.